# Wissenschaftlicher Verlag Berlin
Der Wissenschaftliche Verlag Berlin (wvb) ist ein Fachverlag mit Sitz in Berlin.
Der Verlag ist Mitglied im Börsenverein des Deutschen Buchhandels.

## Geschichte
Der Verlag ist seit 1996 im Bereich der Veröffentlichung von Doktorarbeiten, Habilitationen und sonstigen Forschungsarbeiten tätig. Er wird seit Gründung von den beiden promovierten Historikern Olaf Gaudig und Peter Veit geleitet. Schwerpunkte des Verlages liegen in den Bereichen: Geschichtswissenschaften, Kunst- und Kulturwissenschaften, Politik-, Sozial- und Verhaltenswissenschaften, Verwaltungs-, Geo- und Planungswissenschaften sowie Wirtschafts- und Rechtswissenschaften.

### Fachzeitschriften
Im wvb erscheinen mehrere Fachzeitschriften und verschiedene wissenschaftliche Buchreihen, darunter:
- Deutsch-Lateinamerikanische Forschungen (DLF, seit 2006)
- Entwicklungsforschung. Beiträge zu interdisziplinären Studien in Ländern des Südens (seit 2007)
- Schriftenreihe des Fachgebiets für Landschaftsarchitektur Regionaler Freiräume an der TU München (2006–2009)
- Lateinamerika im Fokus (seit 2006)
- Makrologistische Knoten (seit 2010)
- Schriften zur Rechtswissenschaft (seit 1999, zuerst im Vorgängerverlag Wissenschaftlicher Verlag Berlin Gaudig & Veit)
- SemRadar. Zeitschrift für Systemdenken und Entscheidungsfindung im Management (ISSN 1610-8914, seit 2002)
- Wandel und Kontinuität in Organisationen (ISSN 1616-5012, seit 2000)
- Wissenschaftsforschung. Jahrbuch der Gesellschaft für Wissenschaftsforschung (seit 1996, zuerst im Verlag GEWIF)
- Ökonomik und Ethik. Studien zur Sozialstruktur und Semantik moderner Governance (seit 2006)